# Sixt-sur-Aff
Sixt-sur-Aff (tiếng Breton: Seizh, Gallo: Sitz) là một xã của tỉnh Ille-et-Vilaine, thuộc vùng Bretagne, miền tây bắc nước Pháp.

## Dân số
Người dân ở Sixt-sur-Aff được gọi là Sixtins.
| Năm | 1906 | 1911 | 1921 | 1936 | 1946 | 1954 | 1962 | 1968 | 1975 | 1982 | 1990 | 1999 | 2008 |
| --- | ---- | ---- | ---- | ---- | ---- | ---- | ---- | ---- | ---- | ---- | ---- | ---- | ---- |
| Dân số | 2530 | 2502 | 2241 | 2112 | 1987 | 1944 | 1772 | 1722 | 1713 | 1848 | 1885 | 1915 | 2047 |
| From the year 1962 on: No double counting—residents of multiple communes (e.g. students and military personnel) are counted only once. |      |      |      |      |      |      |      |      |      |      |      |      |      |